# Ребер при Шкофљици
Ребер при Шкофљици (словен. Reber pri Škofljici) је насељено место у општини Шкофљица, Средњесловенска регија, Словенија.

## Историја
До територијалне реорганизације у Словенији био је у саставу града Љубљане, односно старе општине Вич–Рудник.

## Становништво
У попису становништва из 2011. Ребер при Шкофљици је имао 116 становника.
| Број становника према пописима | Број становника према пописима | Број становника према пописима |
| ------------------------------ | ------------------------------ | ------------------------------ |
| 1991                           | 2002                           | 2011                           |
| 68                             | 79                             | 116                            |

Напомена: До 1953. исказивано под именом Ребер.